# Pasar malam
Pasar malam es una palabra malaya e indonesia que significa literalmente "mercado de noche". Una creencia común es que proviene de la palabra "bazar" en persa. Sin embargo, los lingüistas se muestran en desacuerdo con esta etimología. En cualquier caso, esta denominación da nombre a los mercados callejeros vespertinos de los barrios residenciales de Indonesia, Malasia y Singapur.
Estos mercados reúnen una colección de puestos que normalmente venden, a precios económicos o al menos razonables, productos como frutas, verduras, refrigerios, juguetes, ropa, zapatos, relojes despertador y adornos.También se venden en ellos DVD, CD y programas informáticos piratas. Suelen abrir sólo uno o varios días de la semana, ya que los comerciantes de desplazan por diferentes barrios. El regateo de precios es una práctica común en este tipo de mercados.
Los Pasar Malam a menudo se diferencian por su origen étnico. Un Pasar Malam malayo contendrá a menudo puestos de venta de libros islámicos, kufi, sarong  y otras especialidades malayas. Un Pasar Malam chino puede vender Mah Jong, incienso, varitas de incienso, papel joss y diversos objetos de oración chinos. Un Pasar Malam indio puede contener artículos hindúes.
En Malasia, se requiere que los vendedores ambulantes de comida de los Pasar Malam obtengan una licencia del ayuntamiento de la localidad para garantizar la salud, la limpieza y como mecanismo de control de los puestos que,  en un número excesivo, congestionarían el tráfico. Se requiere que un responsable de alimentos dispense un certificado médico e inyecciones Typhim VI. El Ayuntamiento de la localidad asigna la ubicación del Pasar Malam.
En Java, especialmente en las ciudades de Yogyakarta y Surakarta, la semana del gran Pasar Malam generalmente  coincide cada año con la festividad de Sekaten para celebrar mawlid o el cumpleaños del profeta Mahoma. Durante el periodo colonial de las Indias Orientales Neerlandesas, el Pasar Malam anual se celebraba en Pasar Gambir (hoy plaza Merdeka) y se convirtió en el precursor de la Feria anual moderna de Yakarta.
En los Países Bajos y más en concreto en La Haya, se celebra anualmente una feria de India-Eurasia con el nombre de Tong Tong Fair (antiguo Pasar Malam Besar: besar = grande). Debido al alto número de indios y euroasiáticos  que viven en dicho país, y dado el  éxito sucesivo de este mercado desde 1959, cada año proliferan decenas de Pasar Malam neerlandeses. Recientemente, la embajada de Indonesia ha comenzado a patrocinar el año del Pasar Malam indonesio, principalmente para promover los negocios entre Indonesia y los Países Bajos.